# Shifford
Shifford är en by i civil parish Aston, Cote, Shifford and Chimney, i distriktet West Oxfordshire, i grevskapet Oxfordshire, i England. Byn är belägen 15 km från Oxford. Shifford var en civil parish från 1866 till 1954 då den blev en del av Aston Bampton and Shifford. Civil parish hade 27 invånare år 1951. Byar nämndes i Domedagsboken (Domesday Book) år 1086, och kallades då Scipford.